# Artaxer Artaxarisnum
Artaxer Artaxarisnum (em persa médio: Ardašīr ī Ardašī]r-Šnōm; em parta: Ardašīr Ardašīr-Šnōm; em grego clássico: Αρταξαρ Αρταξαρισνουμ; romaniz.: Artaxar Artaxarisnoum) foi dignitário persa do século III, ativo durante o reinado do xainxá Sapor I (r. 240–270). 

## Nome
Artaxes (Αρτάξης, Artáxēs), Adeser (Αδεσήρ, Adesēr), Artaxer (Αρταξηρ, Artaxḗr), Artaxares (Αρταξάρης, Artaxárēs), Artaser (Αρτασήρ, Artasḗr), Artasires (Αρτασείρης, Artaseírēs), Artaxas (Αρτάξας, Artáxas) e Artaxias (Αρταξίας, Artaxías) são as formas gregas do parta e persa médio Ardaxir ou Artaxir (𐭠𐭥𐭲𐭧𐭱𐭲𐭥, Ardaxšīr ou Artaxšīr) e do armênio Artaxir (Արտաշիր, Artašir) e Artaxes (Արտաշէս, Artašēs; surgido da forma não atestada *Artašas). Esses nomes derivam do persa antigo Artaxaça (𐎠𐎼𐎫𐎧𐏁𐏂𐎠, Artaxšaçā) ou o iraniano antigo Artaxatra (*R̥ta-xš-ira-), que significa "cujo reinado é através da verdade". Sua grafia em persa antigo também foi helenizada e latinizada como Artaxerxes (Αρταξέρξης, Artaxérxēs).

## Vida
As origens de Artaxer são incertas. Sua existência é indicada pela inscrição Feitos do Divino Sapor, que registra os 67 dignitários da corte do xainxá Sapor I (r. 240–270) por ordem de precedência. Segundo ela, ocupava a vigésima posição dentre eles, o que indica sua alta posição. Não se sabe os motivos pelos quais foi tão prestigioso em seu tempo em decorrência da falta de outras fontes que o citem. Na inscrição, é referido pelo epíteto de "Artaxarisnum", um título honorífico possivelmente concedido por Artaxer I (r. 224–270), haja vista, no contexto sassânida, ser comum a criação de títulos que se remetem ao xainxá reinante. Seu significa seria, grosso modo, "Satisfação de Artaxer".